# Nomada asteris
Nomada asteris är en biart som beskrevs av Swenk 1913. Nomada asteris ingår i släktet gökbin, och familjen långtungebin. Inga underarter finns listade i Catalogue of Life.